# Женщины Кирибати

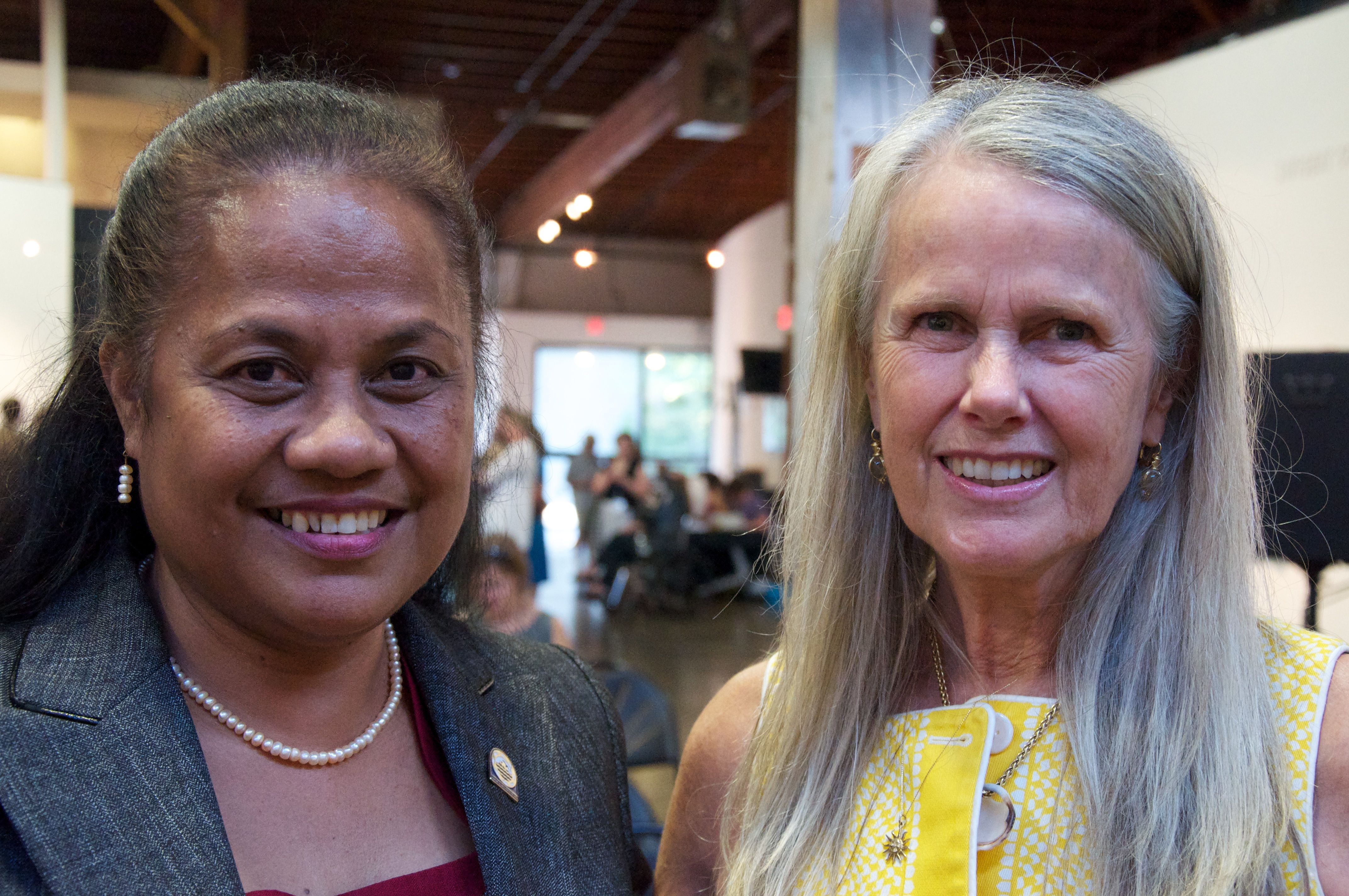
Ней Меме (слева) — бывшая первая леди Кирибати.

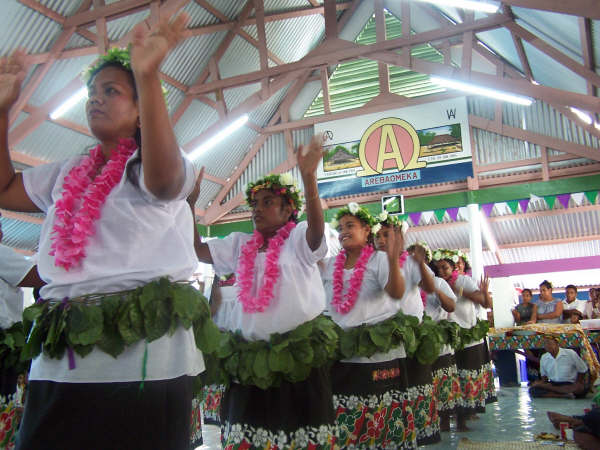
Женщины Кирибати исполняют традиционный танец.

Женщины Кирибати — это женщины, которые живут на атолле Кирибати или являются выходцами с него. В публикации «Кирибати, ситуационный анализ детей, женщин и молодёжи» (Kiribati, A Situation Analysis of Children, Women and Youth, 2005 г.) роль женщин Кирибати описывается как «во многом определяемая её возрастом и семейным положением». Замужней женщине Кирибати присущ престиж, но она находится в значительной степени во власти своего мужа.

## Роль в обществе Кирибати
В целом, несмотря на меняющиеся тенденции в обществе, к женщинам атолла часто относятся как к «подчинённым мужчин». По традиции женщины могут наследовать землю и владеть ею. Однако они «обычно все ещё имеют меньший доступ к ресурсам современного типа». Число женщин Кирибати, которые участвуют в квалифицированной работе, профессиональных должностях и государственных должностях, растёт. Для защиты репутации женщин на атолле применяются традиционные ограничения, особенно ценности, связанные с целомудрием. В женские обязанности по дому входит приготовление пищи, уборка, уход за детьми и благополучие семьи. Социальные обязанности и ответственность — согласно так называемым унимане, unimane — включают в себя встречи с букнибваи, buknibwai, «деревенскими делениями», означающими разделение «еды, денег и развлечений» с другими жителями деревни. В обществе женщины несут ответственность за «денежные средства и традиционные товары», а также за сбор средств для церкви. Женщины составляют 50 % рабочей силы атолла.
Согласно заявлению ООН-женщины, женщины занимают 4,3 % мест в парламенте Кирибати.